# Grazia Francescato
Grazia Carla Francescato (Paruzzaro, 23 novembre 1946) è una giornalista e attivista italiana, presidente del WWF Italia dal 1992 al 1998, portavoce, per la seconda volta, dei Verdi dal 19 luglio 2008. È stata deputata, e presidente dei Verdi dal 1999 al 2001.
Partecipe della sconfitta de La Sinistra l'Arcobaleno alle elezioni politiche del 2008, dopo lo scioglimento della coalizione della sinistra radicale è stata scelta come presidente di garanzia, incaricata di guidare la rinascita dei Verdi da 300 dei 507 delegati al congresso del luglio 2008.
Da sempre sostenitrice di un'idea di sinistra che integri valori sociali e laici con valori ecologici e ambientali, nel 2009 partecipa ed entra poi a far parte di SEL. Appassionata di letteratura, cinema e teatro, parla e scrive correntemente inglese, francese e spagnolo. È giornalista professionista dal 14 dicembre 1977.

## Biografia

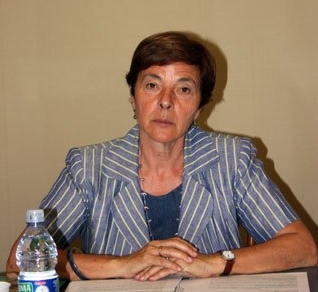
Grazia Francescato

Laureata in Lingue e Letterature Straniere alla Bocconi di Milano, si è poi trasferita a Roma, scrivendo per il Daily American e Paese Sera. Nel 1973 è tra le fondatrici di Effe, la prima rivista femminista in Italia, che ha anche diretto per due anni, fra il 1976 e il 1978. Redattrice dell'ANSA dal 1977, anche come corrispondente da Bruxelles, ha collaborato con il Globo, Panorama, La Repubblica, Natura Oggi, Oasis e La Nuova Ecologia. È stata poi corrispondente da Roma della rivista Airone.
Nel 1985 ha collaborato al film Acta General de Chile, girato clandestinamente in Cile dal regista Miguel Littín e vincitore di quattro premi alla Mostra Internazionale del Cinema di Venezia. Nel 1990 ha condotto il programma Tv Geo su Raitre. La passione per le tematiche ambientali ha portato la Francescato a partecipare a numerose e importanti conferenze internazionali, come le Conferenze dell'ONU sull'Ambiente di Stoccolma (1972) e di Bucarest sulla Demografia (1974).
Nel 1992 è a Rio de Janeiro per UNCED, il Summit mondiale su "Ambiente e Sviluppo". Viene eletta nel 1986 al Consiglio nazionale del WWF e l'anno dopo è candidata per la Federazione delle Liste Verdi a Napoli. Dal 1989 è direttrice del mensile del WWF, Panda e nello stesso anno si ricandida per l'Europarlamento, sempre tra le liste verdi del Sole che ride. Presidente del WWF Italia dal 1992 al 1998, nel 1994 entra a far parte anche del Consiglio del WWF internazionale.
Nel 1997 partecipa all'Advisory Board di Telecom Italia come esperta di temi ambientali. Dal 1999 è membro del “Futures Group” ai vertici del WWF Internazionale, incaricato di individuare le strategie globali dell'Associazione alla vigilia del Terzo Millennio, partecipa inoltre ai lavori dello “European Consultive Forum on the Environment” presso la Commissione europea, nonché a quelli del Comitato etico di Banca etica. Il 30 luglio 1999 accetta di presiedere il Comitato promotore della Federazione dei Verdi fino all'Assemblea Costituente nel gennaio 2000, quando però viene eletta Presidente dei Verdi con il 99% dei voti, a febbraio 2001 dopo il benestare sulla Variante di Valico; lascerà la carica in novembre per rimanere Responsabile dei rapporti internazionali.
Dal giugno 2001 al luglio 2004 è Assessore all'Ambiente presso il comune di Tricase (LE). Nell'aprile 2002 entra a far parte del Consiglio di Amministrazione di Bagnolifutura S.p.A. come vicepresidente della società. Il 3 maggio 2003 a Malta è eletta Portavoce femminile dei Verdi europei nel corso del XIV Couincil Meeting della Federazione europea dei Verdi.
Dal luglio 2003 all'aprile 2008 è Consigliere Comunale di Villa San Giovanni (RC), dove ha portato il sostegno del movimento ecologista nazionale ai gruppi che lì si battono per scongiurare la costruzione del ponte sullo Stretto di Messina. Nel frattempo, dall'aprile 2006 è deputata verde nella XV Legislatura, durante la quale ha lealmente sostenuto il governo Prodi II, anche di fronte a provvedimenti che più avevano suscitato il malumore della sinistra come quelli relativi al sostegno finanziario alle missioni militari in Iraq (fino al ritiro della fine del 2006), Afghanistan e Libano. Il suo tasso di presenza alle votazioni elettroniche alla Camera è stato del 78,1%.
Nel luglio 2008 è divenuta, non senza polemiche, Portavoce dei Verdi per guidare il partito nella difficile transizione verso le elezioni europee del 2009. Nel 2009 partecipa al percorso di costruzione di Sinistra Ecologia Libertà, al primo Congresso tenutosi nel 2010 a Firenze viene eletta nell'Assemblea Nazionale, e poi nella Presidenza Nazionale. Nel 2012 con il libro "Lo sguardo dell'anima" (Edizioni Mediterranee) ha vinto il Premio Nazionale Alghero Donna di Letteratura e Giornalismo, sezione narrativa.
Alle elezioni politiche del 2013 è candidata al Senato della Repubblica per Sinistra Ecologia Libertà. La sua candidatura è stata inclusa tra le 23 persone scelte dall'assemblea nazionale del partito senza passare dalle primarie. Non ottenendo una percentuale sufficiente, Francescato non viene eletta.
Ha curato la prefazione del saggio storico "I ragazzi che salvarono il mondo. La vera storia degli eroi di Chernobyl"

## Vita privata

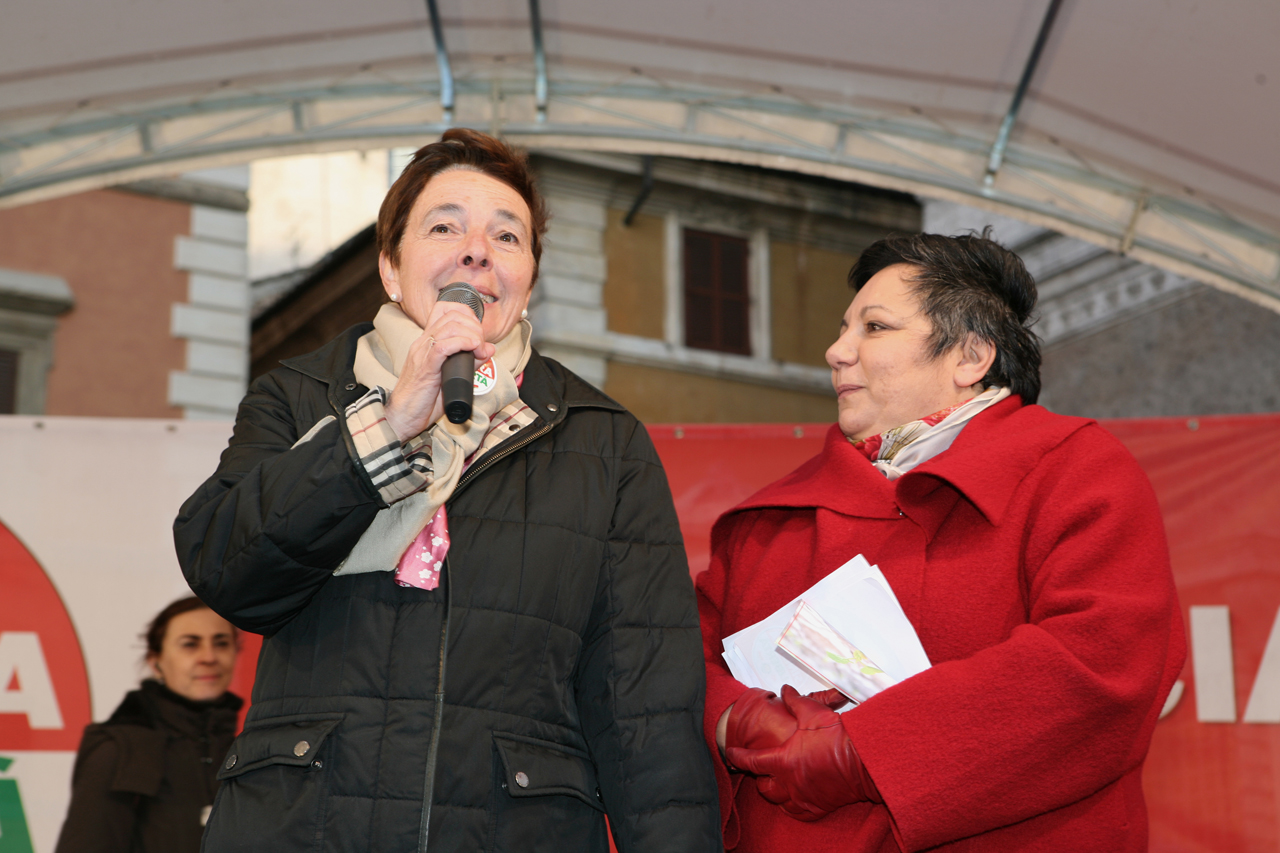
Grazia Francescato sul palco di Piazza Farnese nel 2009

Ha scritto un libro sull'Arcangelo Michele, figura a cui si sente legata e intervistata in un docufilm Mi-ka-el Archiviato il 27 settembre 2021 in Internet Archive. girato nel 2018 a cura di Philms produzioni video..